# Église Saint-Martin de Mitry-Mory
L'église Saint-Martin est une église catholique située à Mitry, commune de Mitry-Mory, dans le département de Seine-et-Marne, en France. L'édifice est classé au titre des monuments historiques, depuis 1973.

## Historique
Au Moyen-Âge, la chapelle devenue vétuste est en partie reconstruite puis agrandie au cours des siècles. Sur la façade ouest, des restes d'éléments sculptés datent vraisemblablement du XIIIe siècle
A la Renaissance, la nef et le bas-côté sud furent rebâties de 1480 à 1515 (la date figure sur un chapiteau). On y ajouta, sous Henri II, le bas-côté de gauche.
Sous Louis XIII, en 1622, fut érigée la tour massive qui supporte la flèche du clocher. Le cardinal de Richelieu, ayant acheté en 1629 la terre de Mitry et le château de Bois-le-Vicomte (démoli en 1816), fit preuve de libéralités pour la décoration de l'église de la paroisse. Il la dota notamment d'un orgue.
Plusieurs restaurations sont accomplies au XIXe siècle, notamment sous l'impulsion de l'abbé Meakes, en 1898 .

## L'orgue
L'église Saint-Martin possède un orgue d'importance majeure eu égard à la notoriété du village. 